# 5127 Bruhns
5127 Bruhns è un asteroide della fascia principale. Scoperto nel 1989, presenta un'orbita caratterizzata da un semiasse maggiore pari a 2,3765471 UA e da un'eccentricità di 0,1542261, inclinata di 6,16172° rispetto all'eclittica.
L'asteroide è stato dedicato al compositore ed organista tedesco Nicolaus Bruhns.